# Involve
Involve ist eine fünfmal jährlich erscheinende mathematische Fachzeitschrift. Unter dem Slogan „Involve your students in research“ veröffentlicht sie speziell Arbeiten hoher Forschungsqualität, an denen Studenten „aller akademischen Niveaus“ als Koautoren beteiligt sind. Sie will damit die Lücke zwischen „purely undergraduate-research journals“ und „mainstream research journals“ schließen. Die Arbeiten können aus allen Gebieten der Mathematik stammen. 
Die Zeitschrift erscheint seit 2008 und wird von Mathematical Sciences Publishers in Berkeley herausgegeben.